# Cagnano Amiterno
Cagnano Amiterno è un comune italiano di 1 086 abitanti della provincia dell'Aquila in Abruzzo, al confine con la provincia di Rieti del Lazio, nella zona dell'Alto Aterno.

## Geografia fisica

### Territorio
Il comune di Cagnano Amiterno si estende per 60,24 km², posizionato nell'alta Valle dell'Aterno, circondato dai Monti dell'Alto Aterno e fa parte della comunità montana Amiternina. Parte del territorio del comune rientra nel territorio del Parco nazionale del Gran Sasso e Monti della Laga costituendone di fatto una delle porte di accesso nella sua parte settentrionale-occidentale. All'interno del territorio del comune è compreso l'Altopiano di Cascina posto sotto il versante settentrionale del gruppo montuoso di Monte Calvo e di Monte Giano.

### Clima
Il clima è tipicamente continentale con forti escursioni termiche giornaliere e annuali e con il tipico fenomeno dell'inversione termica tra fondovalle e fascia montana durante le ore notturne. La stagione più piovosa è l'autunno seguita dalla primavera e dall'inverno. La neve d'inverno compare frequentemente nella fascia montana, meno frequentemente e con accumuli inferiori nel fondovalle. L'estate è la stagione secca e calda. La Piana di Cascina d'inverno fa registrare minime a doppia cifra fino anche a -20 °C specie in condizioni di innevamento al suolo.

## Origini del nome
Attestato nel X secolo come campo de Caniano, si tratta di un toponimo prediale, (fundus) Canianus, dal personale tardo-romano Canius. La specificazione, che allude all'antica città sabino-romana di Amiternum, fu aggiunta nel XIX sec.

## Monumenti e luoghi d'interesse

### Chiesa dei Santi Cosma e Damiano
Fu costruita nel XV secolo e rimodellata nel 1706. La facciata quadrangolare è in pietra sbozzata con una cornice barocca attorno al portale. Il campanile è posto sul fianco di sinistra. La chiesa all'interno è a navata unica perché in origine era una cappella.

### Chiesa di Maria Santissima della Natività
Fu costruita in epoca medievale è tuttora conserva la struttura originaria. Ha pianta rettangolare a croce latina, con tre navate. La facciata è in pietra sbozzata con portale molto semplice. Il campanile è posto sulla destra.

### Chiesetta di San Rocco
La chiesa fu ricostruita dopo il grande terremoto del 1703. Ha aspetto barocco con la facciata decorata da stucchi, mentre il resto è in pietra. Il campanile è a vela.

## Società

### Evoluzione demografica
Abitanti censiti

## Geografia antropica

### Frazioni
Come riportato dello statuto comunale il territorio è diviso in cinque frazioni, alcune delle quali si dividono in distinti borghi.

#### Cagnano Amiterno
Questa frazione è il capoluogo del comune e comprende i borghi di Fossatillo, Torre, Sala, San Cosimo e Collicello. Nel borgo di San Cosimo di questa frazione ha sede il Palazzo Civico, che è la sede comunale.
Questa frazione, con i suoi borghi, insieme alla frazione Corruccioni, appartiene alla Parrocchia Santi Cosma e Damiano.

#### San Giovanni
Questa frazione comprende i borghi di San Giovanni e San Pelino e appartiene alla Parrocchia San Giovanni Battista. È la frazione più bassa del comune, sede di un importante cementificio del Gruppo Italcementi.

#### Termine
Questa frazione è situata a circa 5 km dal capoluogo comunale ad un'altitudine di 1.050 m s.l.m.
Il toponimo deriva dall'appellativo termine, nel significato di pietra di confine, esso infatti è l'ultimo avamposto del contado cagnanese prima della montagna.
A Termine, a differenza del resto del comune di Cagnano Amiterno, si parla un dialetto reatino.
A Termine ha sede la Parrocchia Santa Maria della Natività. Non lontano da Termine si apre la suggestiva Piana di Cascina, che fa parte di questa frazione.

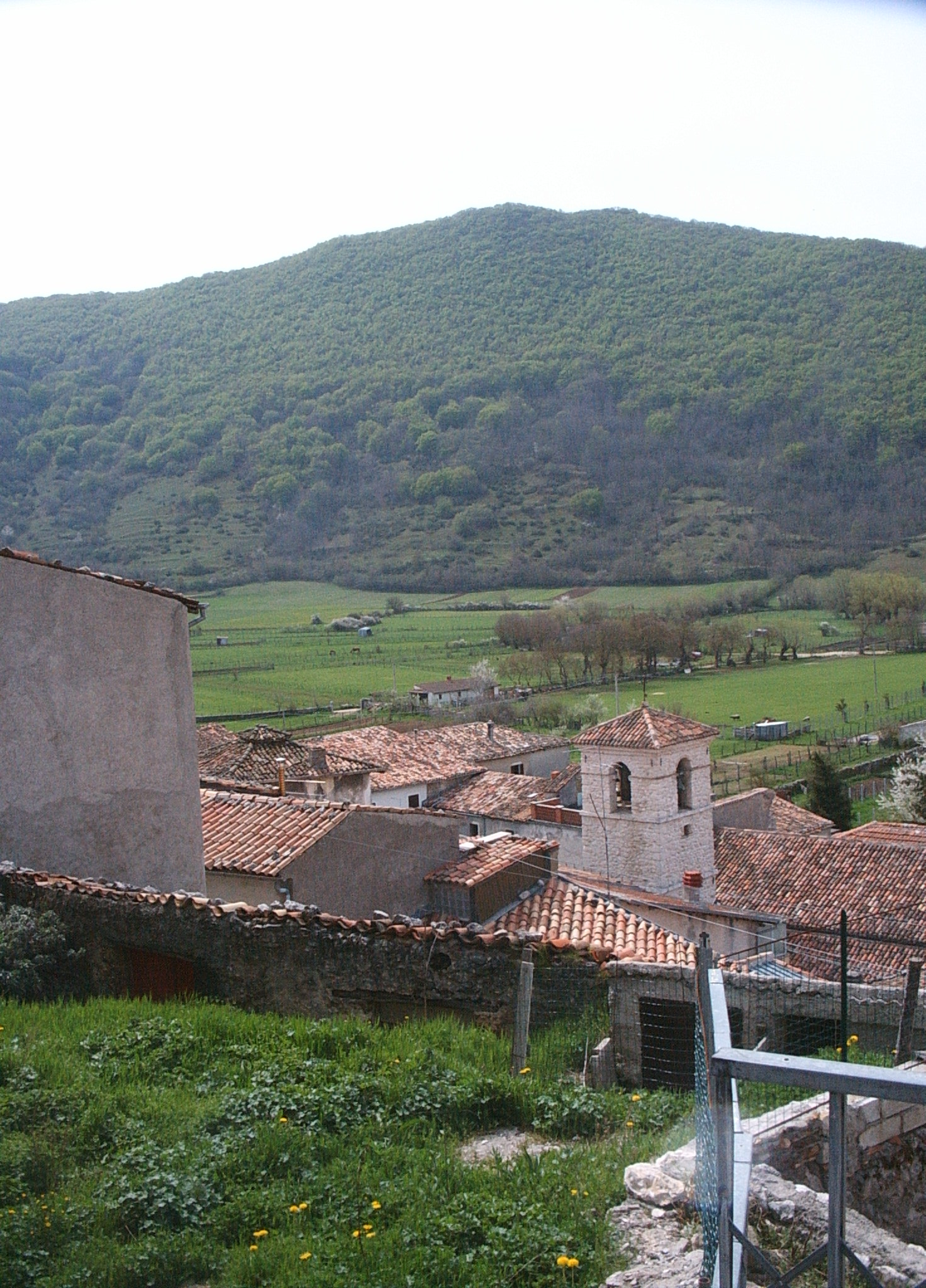
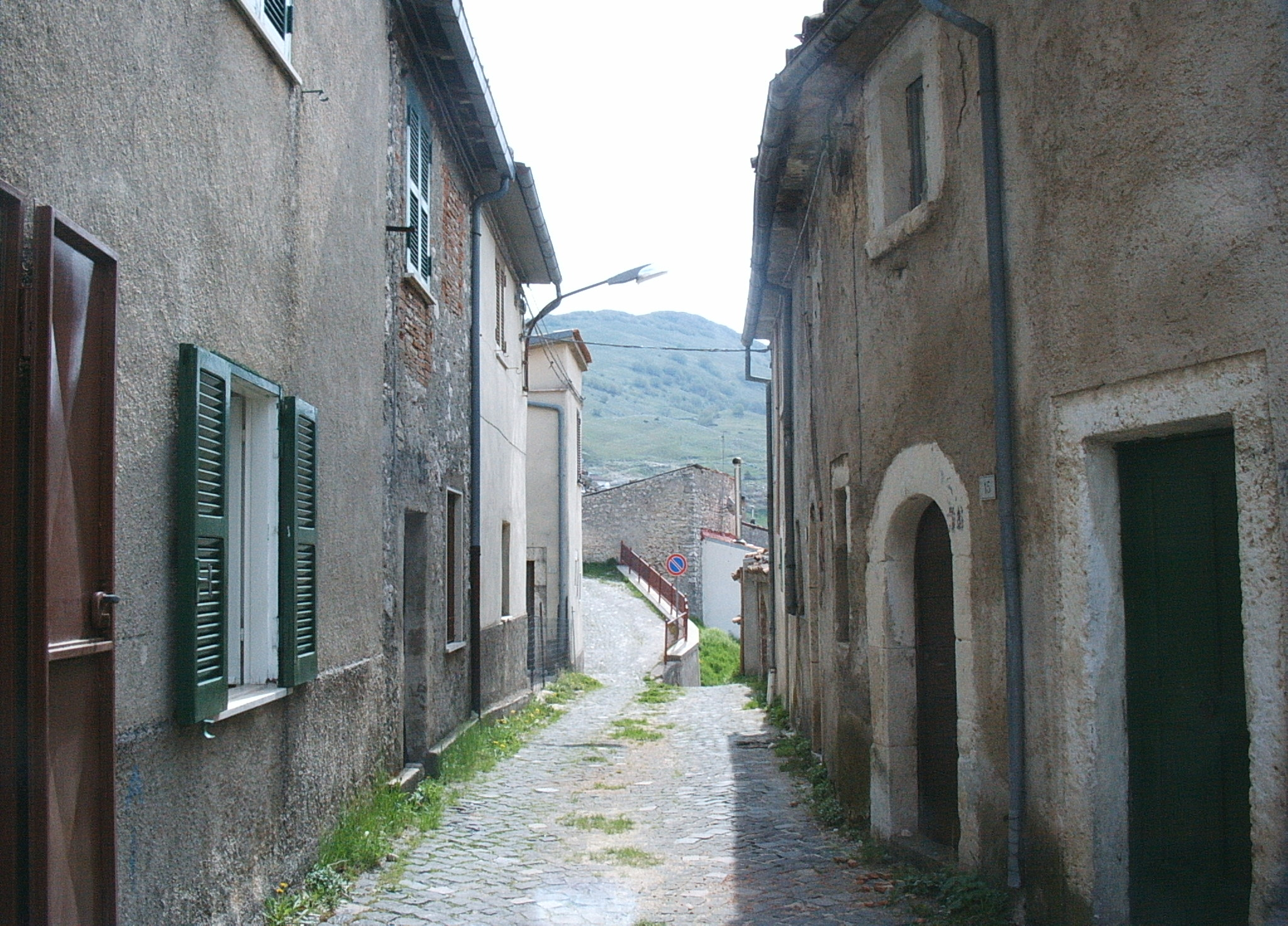

#### Fiugni
Questa frazione è la più piccola e qui ha sede la Parrocchia Santissima Concezione che, come tutte le altre parrocchie del comune, appartiene alla vicaria Amiternina dell'arcidiocesi dell'Aquila.

#### Corruccioni
Questa frazione comprende i borghi di Civitella e Colle. Appartiene alla Parrocchia di Cagnano Amiterno.

## Infrastrutture e trasporti
Fino al 1935 Cagnano era raggiungibile dall'Aquila attraverso la ferrovia L'Aquila-Capitignano con un'omonima fermata. Attualmente è raggiungibile dall'Aquila e da Amatrice attraverso la strada statale 260 Picente che dall'Aquila fino a San Giovanni è tipicamente a scorrimento veloce. Dall'Aquila inoltre è attivo nei giorni feriali un servizio di trasporto pubblico locale bidirezionale tramite corriere TUA.

## Amministrazione
| Periodo         | Periodo        | Primo cittadino           | Partito                            | Carica                    | Note   |
| --------------- | -------------- | ------------------------- | ---------------------------------- | ------------------------- | ------ |
| 12 maggio 1985  | 12 giugno 1999 | Pietro Di Stefano         | Partito Democratico della Sinistra | Sindaco                   | [ 14 ] |
| 13 giugno 1999  | 13 giugno 2004 | Mario Palumbo             | Lista civica                       | Sindaco                   | [ 15 ] |
| 14 giugno 2004  | 29 marzo 2010  | Giuseppe Carosi           | Lista civica                       | Sindaco                   | [ 16 ] |
| 30 marzo 2010   | 5 gennaio 2015 | Donato Circi              | Lista civica Cagnano è un fiore    | Sindaco                   | [ 17 ] |
| 24 gennaio 2015 | 14 giugno 2015 | Maria Cristina Di Stefano |                                    | Commissario straordinario | [ 18 ] |
| 15 giugno 2015  | in carica      | Iside De Martino          | Lista civica Noi per Cagnano - PD  | Sindaco                   | [ 1 ]  |